# 마르틴 슈페르
마르틴 슈페르(Martin Sperr, 1944년 9월 14일 ~ 2002년 4월 6일)는 독일의 극작가다.
전쟁 직후의 바이에른 한촌(寒村)의 그로테스크한 사건을 그린 <니다바이에른의 사냥>(1966)으로 데뷔, 다음 작품 <란토프트 이야기>도 만만치 않은 성공을 거두어 장래가 기대된다.